# 베네수엘라 공군

베네수엘라 공군(Bolivarian Military Aviation of Venezuela) 또는 베네수엘라 볼리바르 군사 항공(스페인어: Aviación Militar Bolivariana)은 베네수엘라의 주권과 영공을 방어하기 위해 설계된 전문 무장 단체이다. 베네수엘라 국립 볼리바르 군대의 서비스 구성 요소이다.

## 어원
이 조직은 '베네수엘라 볼리바르 공군'으로도 알려져 있다. 현재 공식 명칭은 2008년 말부터 사용되었다. 이전에는 베네수엘라 공군(FAV, 스페인어: Fuerza Aérea Venezolana)으로 불렸다.